# Versailles Chantiers (métro de Paris)
Ne doit pas être confondu avec Gare de Versailles-Chantiers.
Versailles Chantiers est une future station du métro de Paris qui sera située sur la ligne 18, dont elle sera le terminus provisoire, à Versailles, dans les Yvelines. Destinée à être ouverte en 2030, elle sera attenante à la gare de Versailles-Chantiers. Elle devrait voir passer 35 000 voyageurs par jour.

## Situation sur le réseau
La station sera à proximité direct de la Gare de Versailles-Chantiers desservie par le RER C, les Transiliens N, U et V, le TGV et des TER

## Histoire
L'architecture de la station est conçue par Dietmar Feichtinger Architectes.

## Services aux voyageurs

### Accès et accueil
L'accès à la station se fait par la rue de la Porte de Buc ou directement depuis la gare SNCF via le Parvis Beltrame.

### Intermodalité

#### Bus
La station sera en correspondance avec le réseau de bus Grand Versailles.

#### RER
La station sera également en correspondance avec la ligne C du réseau express régional.

#### Transilien
En correspondance avec le réseau Transilien par les lignes N, U et V.

#### Tramway
La prolongation envisagée du tram-train T12 qui reprendrait le tracé de la ligne V enlèverait la correspondance avec celle-ci au profit de celle du tramway.

## Projets
Ultérieurement (après 2030) la ligne sera prolongée vers le nord, avec un terminus à Nanterre La Folie.